# Ґліна (Поморське воєводство)
Ґліна (пол. Glina, нім. Stangendorf) — село в Польщі, у гміні Садлінки Квідзинського повіту Поморського воєводства.
Населення — 253 особи (2011).
У 1975-1998 роках село належало до Ельблонзького воєводства.

## Демографія
Демографічна структура станом на 31 березня 2011 року:
|          | Загалом | Допрацездатний вік | Працездатний вік | Постпрацездатний вік |
| -------- | ------- | ------------------ | ---------------- | -------------------- |
| Чоловіки | 127     | 27                 | 88               | 12                   |
| Жінки    | 126     | 21                 | 76               | 29                   |
| Разом    | 253     | 48                 | 164              | 41                   |